# Diecezja włocławska
Diecezja włocławska (łac. Dioecesis vladislaviensis) – jedna z trzech diecezji obrządku łacińskiego w metropolii gnieźnieńskiej w Polsce. Ustanowiona w XII wieku, jako jedna z pierwszych na ziemiach polskich.

## Historia

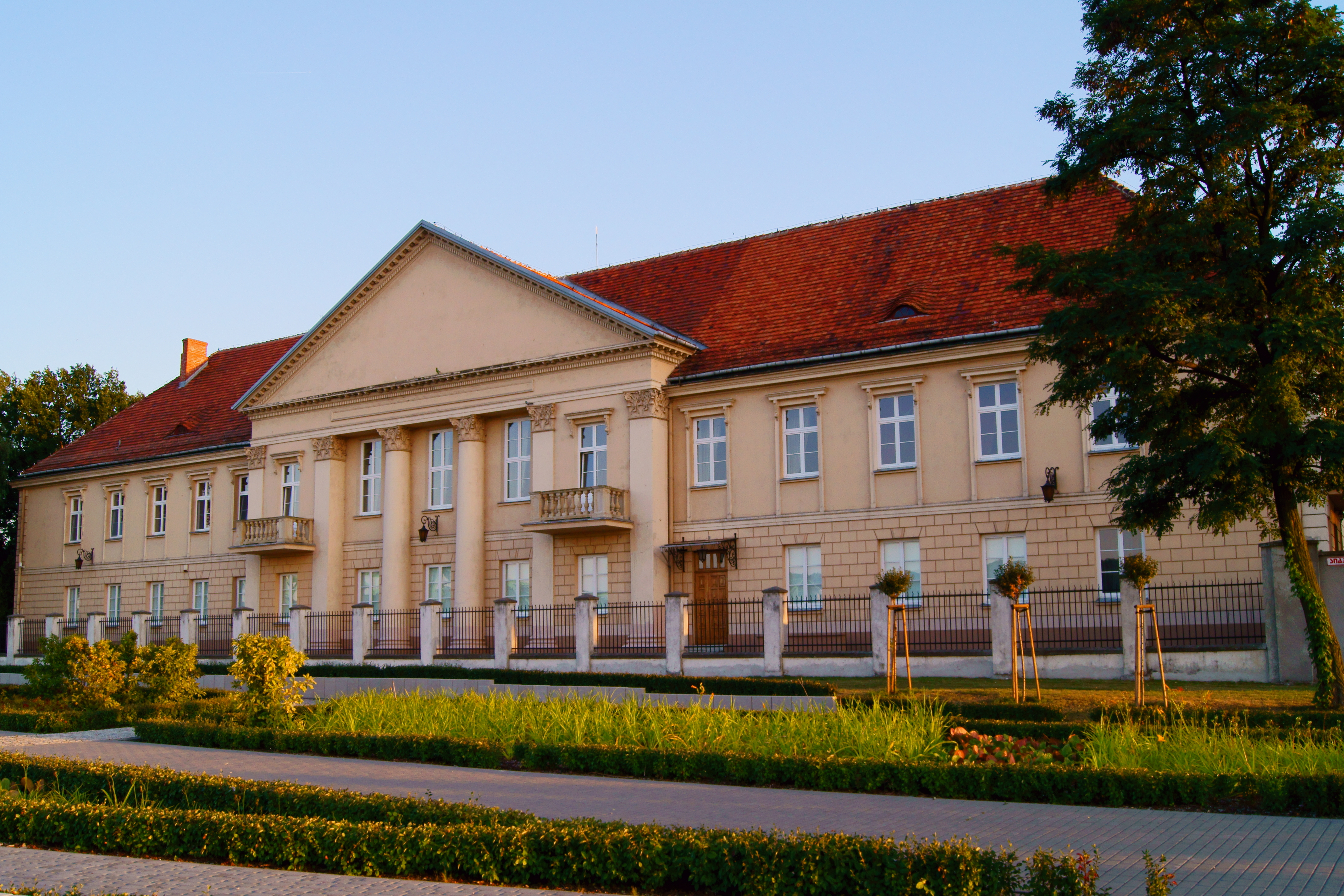
Pałac biskupi we Włocławku

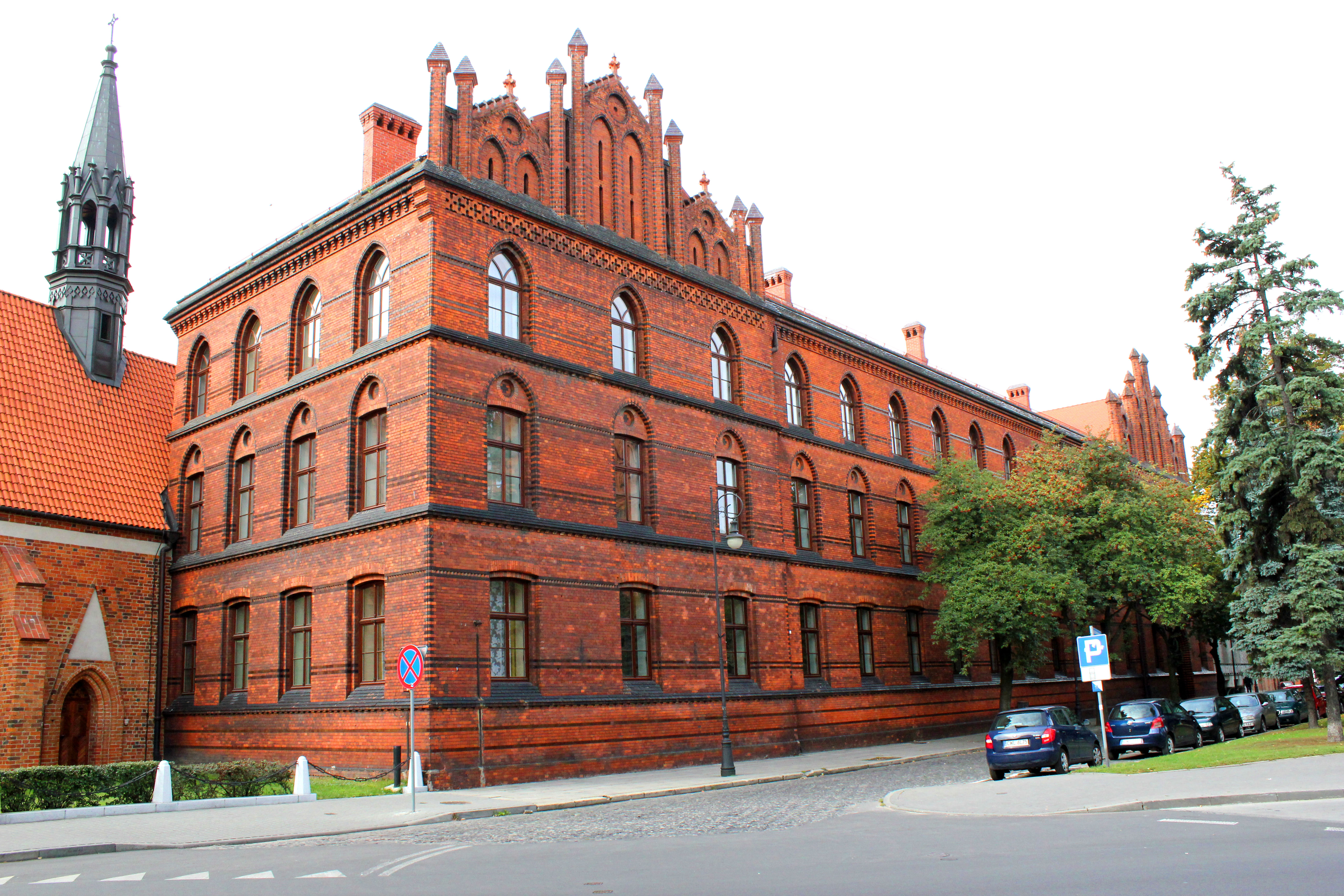
Wyższe Seminarium Duchowne we Włocławku

Biskupstwo włocławskie powołano w roku 1123/1124. Przypuszczalnie powołano je w celu chrystianizacji Prus, a jednocześnie powołane biskupstwo kruszwickie miało na celu chrystianizację Pomorza Gdańskiego. Gdy podjęte w roku 1140/1141 próby ogarnięcia misją chrześcijańską Prus nie powiodły się, doszło w połowie XII wieku do scalenia biskupstwa kruszwickiego i włocławskiego.
Oba biskupstwa połączono prawdopodobnie 4 kwietnia 1148 roku, gdy diecezja otrzymała bullę protekcyjną papieża Eugeniusza III, wystawioną dla biskupa włocławskiego Warnera. Pierwsza katedra romańska we Włocławku znajdowała się w rejonie posesji Gdańska 1 i Bednarska 2. Diecezja włocławska do XIX wieku była nazywana diecezją kujawską lub kujawsko-pomorską (należało do niej Pomorze Gdańskie). W dniu 16 sierpnia 1569 przez bpa Stanisława Karnkowskiego erygowane zostało pierwsze w Królestwie Polskim – Wyższe Seminarium Duchowne we Włocławku. Miastem rezydencjonalnym biskupów włocławskich był Wolbórz, gdzie wzniesiono Pałac Biskupów Kujawskich. Swoją siedzibę biskupi włocławscy mieli też na Biskupiej Górce na przedmieściach Gdańska.
W latach 1818–1925 tradycje diecezji kujawskiej przejęła diecezja kujawsko-kaliska. W 1925 została przywrócona jako diecezja włocławska. 25 marca 1992 bullą papieża Jana Pawła II Totus Tuus Poloniae populus, wyłączającą pięć dekanatów z miastem Kalisz, utworzono diecezję kaliską.
Na przestrzeni wieków administracyjnie należała do:
- metropolii gnieźnieńskiej (do 1818);
- metropolii warszawskiej (1818–1925);
- metropolii gnieźnieńskiej i poznańskiej, będących w unii personalnej aeque principaliter (1925–1946);
- metropolii gnieźnieńskiej (od 1946).

Wśród świętych i błogosławionych związanych z diecezją włocławską znajdują się:
- św. św. Pięciu Braci Męczenników (zm. 1003) – pierwsi polscy męczennicy;
- św. Faustyna Kowalska (zm. 1938) – siostra zakonna ze Zgromadzenia Sióstr Matki Miłosierdzia, apostołka Miłosierdzia Bożego, wizjonerka, urodzona w Głogowcu;
- św. Maksymilian Maria Kolbe (zm. 1941) – franciszkanin konwentualny, prezbiter, męczennik z Auschwitz, urodzony w Zduńskiej Woli;
- bł. Bogumił z Dobrowa (zm. XII wiek) – arcybiskup gnieźnieński, pustelnik;
- bł. Leon Nowakowski (zm. 1939) – prezbiter, męczennik z Piotrkowa Kujawskiego;
- bł. Józef Kurzawa (zm. 1940) – prezbiter, męczennik z Osięcin;
- bł. Wincenty Matuszewski (zm. 1940) – prezbiter, męczennik z Osięcin;
- bł. Tadeusz Dulny (zm. 1942) – alumn, męczennik z Dachau;
- bł. Edward Grzymała (zm. 1942) – prezbiter, męczennik z Dachau;
- bł. Dominik Jędrzejewski (zm. 1942) – prezbiter, męczennik z Dachau;
- bł. Henryk Kaczorowski (zm. 1942) – prezbiter, rektor Wyższego Seminarium Duchownego we Włocławku, męczennik;
- bł. Bronisław Kostkowski (zm. 1942) – alumn, męczennik z Dachau;
- bł. Józef Straszewski – (zm. 1942) – prezbiter, męczennik z Dachau
- bł. Michał Kozal (zm. 1943) – biskup pomocniczy włocławski, męczennik z Dachau;
- bł. Stefan Wyszyński (zm. 1981) – prymas Polski, prezbiter diecezji włocławskiej, rektor Wyższego Seminarium Duchownego we Włocławku;
- bł. Jerzy Popiełuszko (zm. 1984) – prezbiter, męczennik, zamordowany przez funkcjonariuszy Służby Bezpieczeństwa na tamie włocławskiej.

## Biskupi

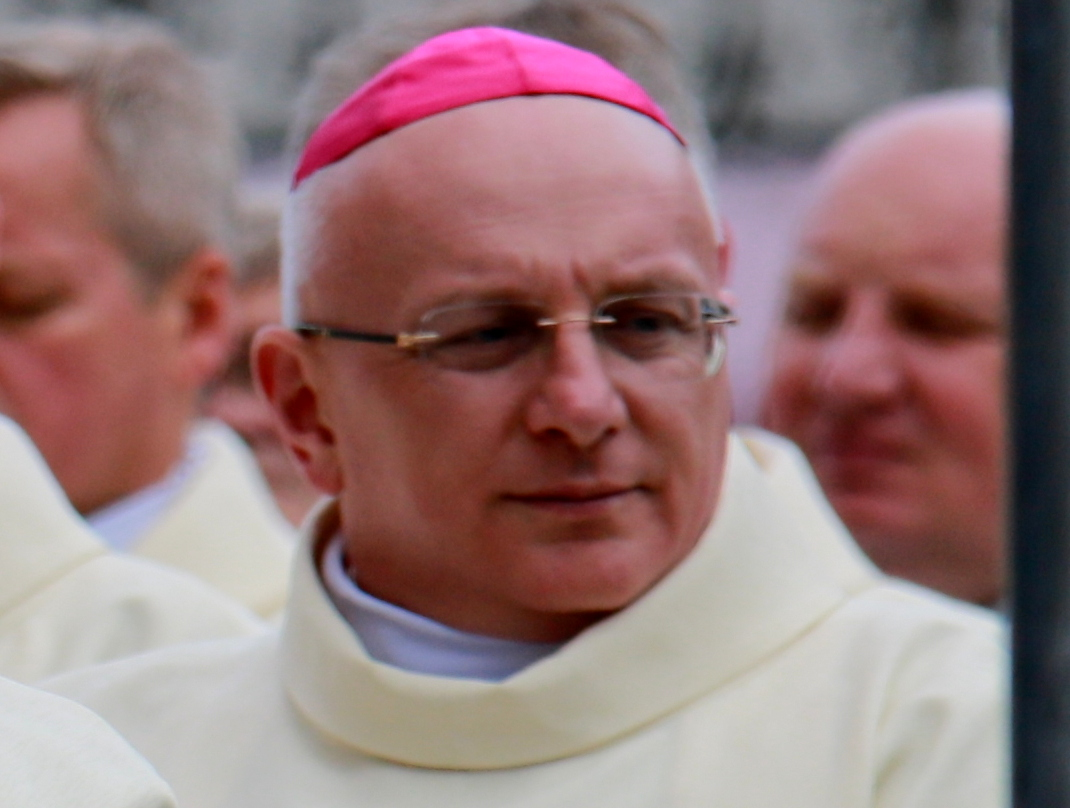
Krzysztof Wętkowski – biskup diecezjalny

### Biskup diecezjalny
- bp Krzysztof Wętkowski – ordynariusz włocławski od 2021

### Biskupi seniorzy
- bp Wiesław Mering – biskup diecezjalny w latach 2003–2021, senior od 2021
- bp Stanisław Gębicki – biskup pomocniczy w latach 2000–2020, senior od 2020

## Patroni diecezji
- Święty Józef;
- Błogosławiony Bogumił.

Od 1818 roku na terenie diecezji znalazł się Kalisz ze swoim sanktuarium św. Józefa. Łaskami słynący obraz Świętej Rodziny, gdzie św. Józef był szczególnie czczony, został ozdobiony koronami papieskimi już w 1796 roku. To zdaniem historyków było przyczyną obrania tego świętego za patrona diecezji. Dzięki staraniom bpa Wincentego Popiela, w 1880 roku Stolica Apostolska wydała dekret ustanawiający głównym patronem diecezji św. Józefa. Sanktuarium św. Józefa znajduje się we Włocławku. Drugim patronem został obrany błogosławiony Bogumił z Dobrowa.

## Sanktuaria
- rejon koniński

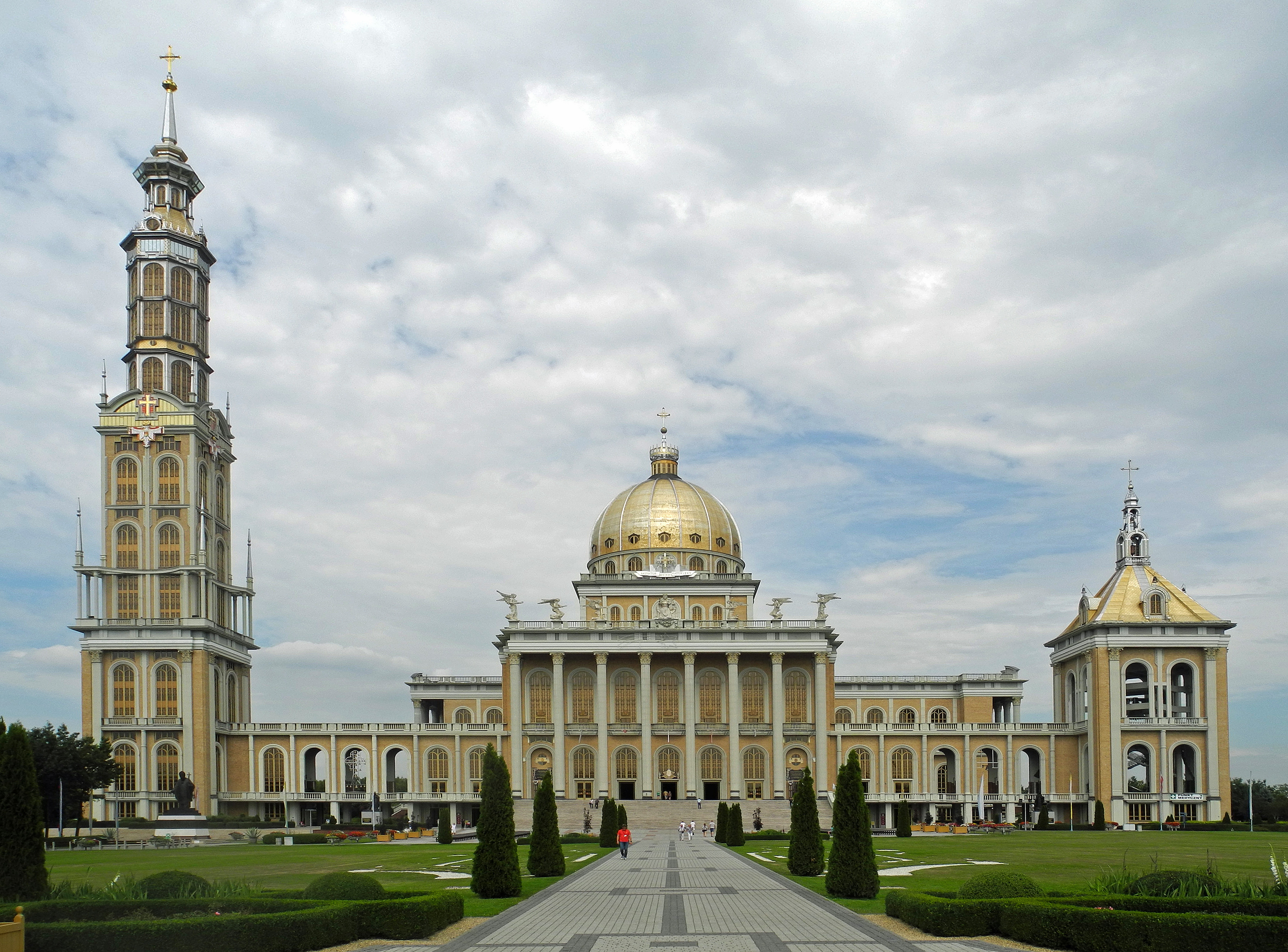
sanktuarium i bazylika Najświętszej Maryi Panny Licheńskiej w Licheniu Starym

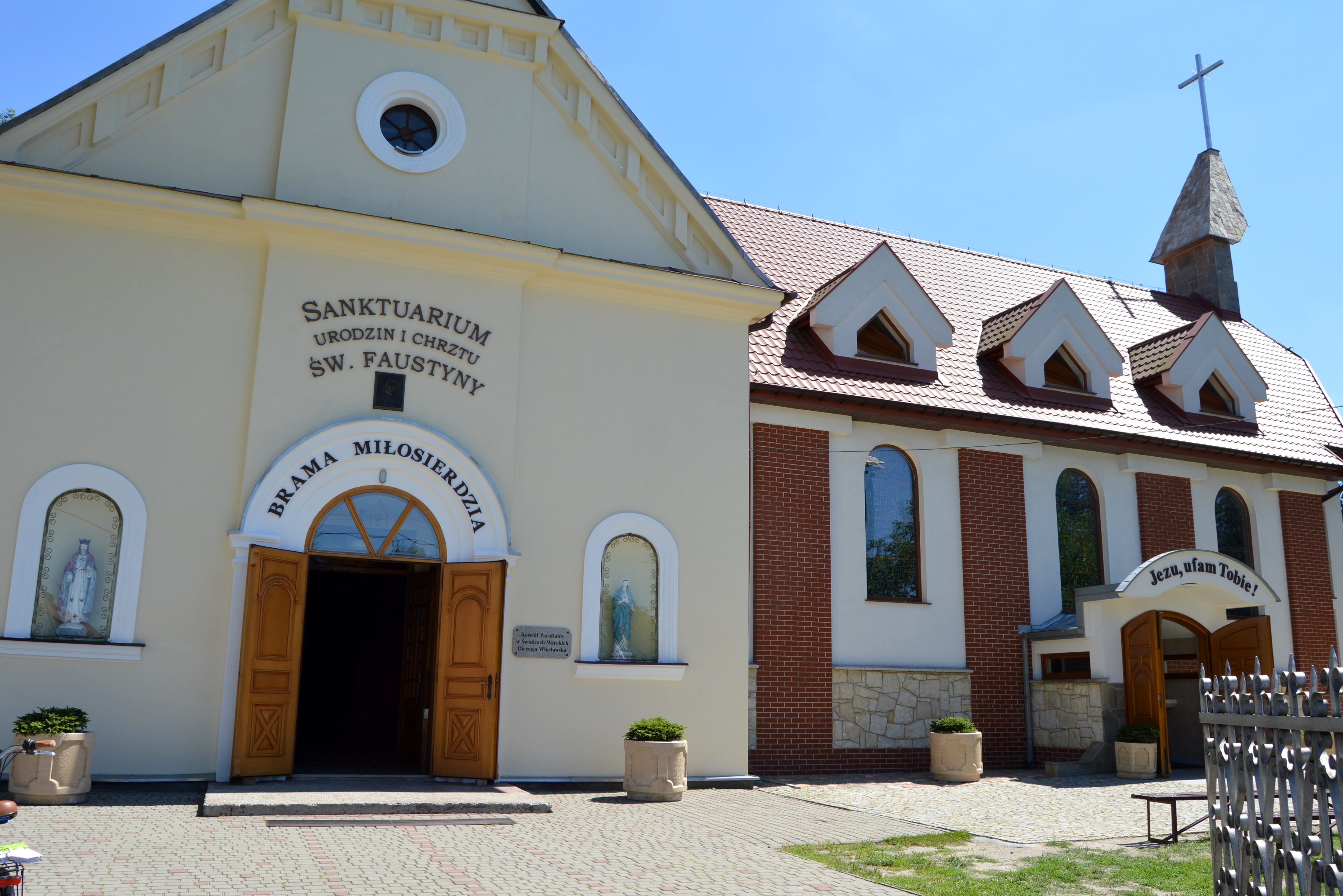
Sanktuarium Urodzin i Chrztu św. Faustyny w Świnicach Warckich

  - sanktuarium bł. Bogumiła w Dobrowie
  - sanktuarium Przemienienia Pańskiego w Galewie
  - sanktuarium Matki Bożej Bolesnej Królowej Polski w Licheniu Starym
  - sanktuarium Matki Bożej Bolesnej w Skulsku
  - sanktuarium Urodzin i Chrztu św. Siostry Faustyny w Świnicach Warckich
- rejon sieradzki
  - sanktuarium Matki Bożej Księżnej Ziemi Sieradzkiej w Charłupii Małej
  - sanktuarium św. Maksymiliana Kolbe w Zduńskiej Woli
  - sanktuarium św. Józefa w Sieradzu[5]
- rejon włocławski
  - sanktuarium Matki Bożej Łaskawej Księżnej Kujaw w Błennie
  - sanktuarium Matki Bożej Zwycięskiej w Brdowie
  - sanktuarium Męczenników Eucharystii i Jedności Kapłańskiej w Osięcinach
  - sanktuarium Matki Bożej Pani Kujaw w Ostrowąsie
  - sanktuarium Matki Bożej Nieustającej Pomocy w Radziejowie
  - sanktuarium Matki Bożej Łaskawej Niezawodnej Nadziei we Włocławku
  - sanktuarium Męczeństwa bł. Jerzego Popiełuszki we Włocławku
  - sanktuarium św. Józefa we Włocławku

## Bazyliki mniejsze
- bazylika katedralna Wniebowzięcia Najświętszej Maryi Panny we Włocławku – tytuł nadany w 1907 r. przez papieża Piusa X
- bazylika Najświętszej Maryi Panny Licheńskiej w Licheniu Starym – tytuł nadany 2 lutego 2005 r. przez papieża Jana Pawła II
- bazylika Wniebowzięcia Najświętszej Maryi Panny w Zduńskiej Woli – tytuł nadany 28 listopada 2008 r. przez papieża Benedykta XVI
- bazylika kolegiacka Wszystkich Świętych w Sieradzu – tytuł nadany 19 marca 2018 r. przez papieża Franciszka
- bazylika kolegiacka Wniebowzięcia NMP w Uniejowie – tytuł nadany 8 kwietnia 2025 r. przez papieża Franciszka

## Kapituły
- kapituła katedralna włocławska przy bazylice katedralnej Wniebowzięcia Najświętszej Maryi Panny we Włocławku – prepozyt: ks. infułat Krzysztof Konecki
- kapituła kolegiacka ciechocińska przy kolegiacie Świętych Apostołów Piotra i Pawła w Ciechocinku – prepozyt: ks. prałat Grzegorz Karolak
- kapituła kolegiacka sieradzka przy bazylice kolegiackiej Wszystkich Świętych w Sieradzu – prepozyt: ks. infułat Marian Bronikowski
- kapituła kolegiacka uniejowska przy bazylice kolegiackiej Wniebowzięcia Najświętszej Maryi Panny w Uniejowie – prepozyt: ks. infułat Andrzej Ziemieśkiewicz

## Statystyka
| rok  | ludność    | ludność     | ludność | kapłani | kapłani     | kapłani | kapłani                 | parafie |
| rok  | ochrzczeni | mieszkańców | %       | liczba  | diecezjalni | zakonni | ochrzczonych na kapłana | parafie |
| ---- | ---------- | ----------- | ------- | ------- | ----------- | ------- | ----------------------- | ------- |
| 1950 | 994 000    | 1 004 000   | 99,0    | 431     | 361         | 70      | 2306                    | 249     |
| 1970 | 953 000    | 956 000     | 99,7    | 593     | 495         | 98      | 1608                    | 258     |
| 1980 | 1 086 590  | 1 094 680   | 99,3    | 621     | 509         | 112     | 1749                    | 273     |
| 1990 | 1 052 728  | 1 103 042   | 95,4    | 671     | 568         | 103     | 1568                    | 300     |
| 2000 | 844 255    | 864 732     | 97,6    | 622     | 497         | 125     | 1357                    | 256     |
| 2002 | 847 428    | 866 075     | 97,8    | 629     | 504         | 125     | 1347                    | 256     |
| 2004 | 839 694    | 859 725     | 97,7    | 640     | 507         | 133     | 1312                    | 256     |
| 2010 | 767 511    | 775 245     | 99,0    | 555     | 465         | 90      | 1382                    | 232     |
| 2017 | 754 621    | 746 339     | 98,9    | 637     | 523         | 114     | 1171                    | 233     |
| 2021 | 748 506    | 758 348     | 98,7    | 594     | 488         | 106     | 1277                    | 233     |

## Podział administracyjny
Diecezja włocławska podzielona jest na 33 dekanaty:

## Miasta diecezji

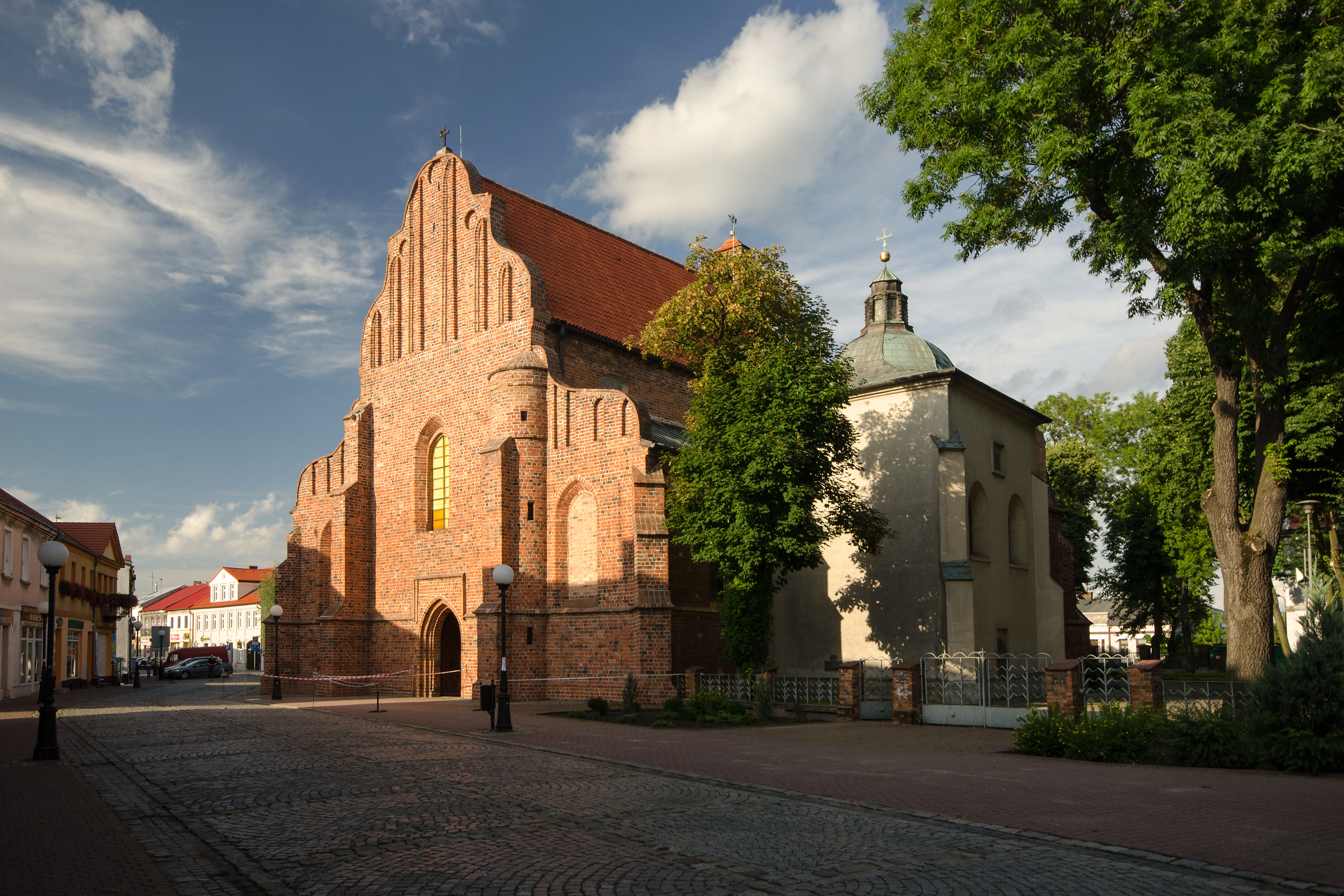
Kościół św. Bartłomieja w Koninie

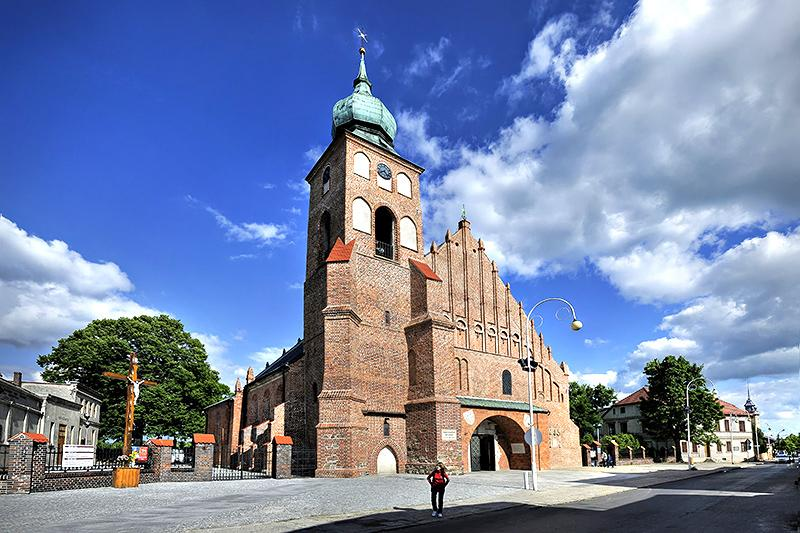
Bazylika kolegiacka Wszystkich Świętych w Sieradzu

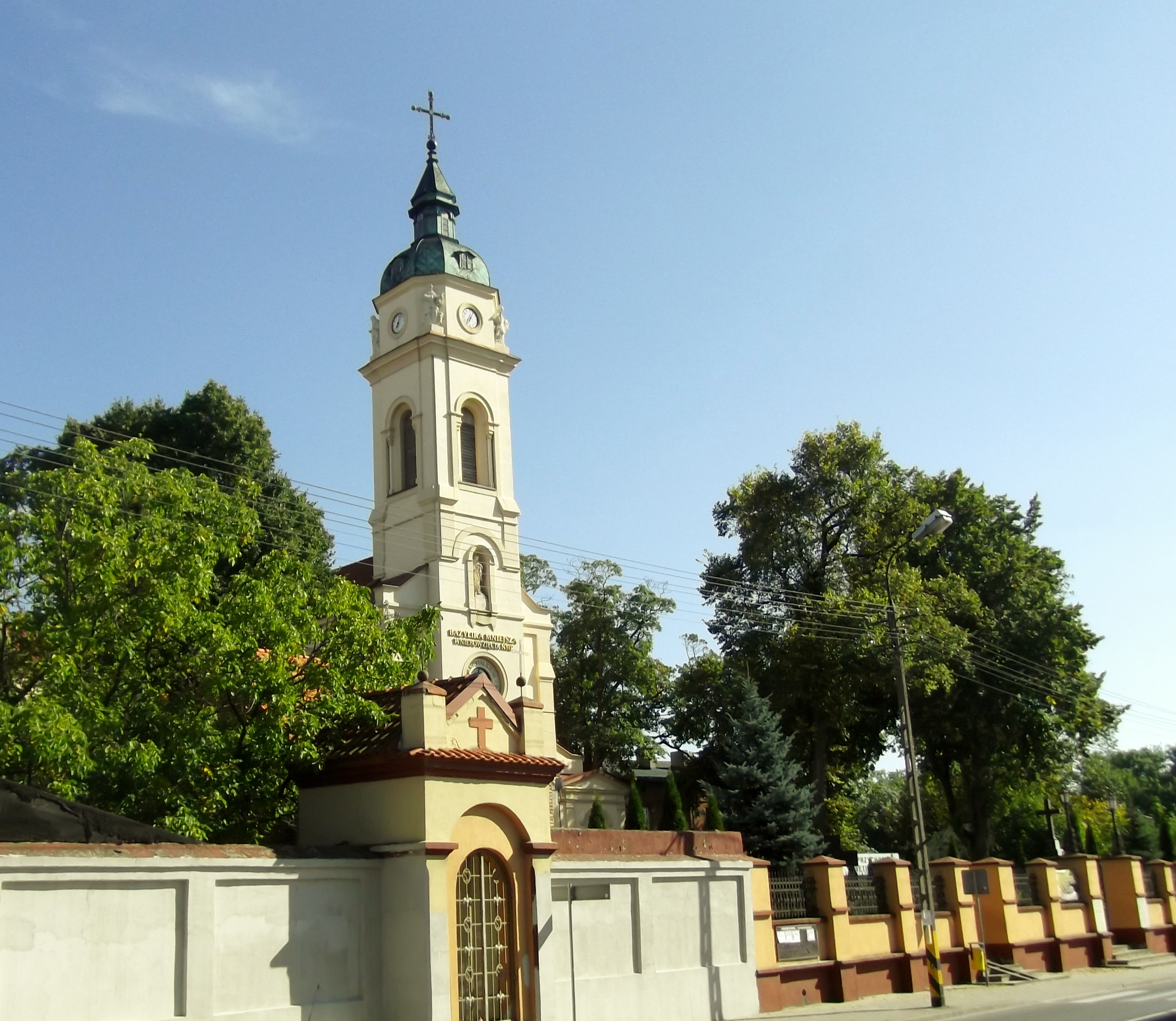
Bazylika Wniebowzięcia NMP w Zduńskiej Woli

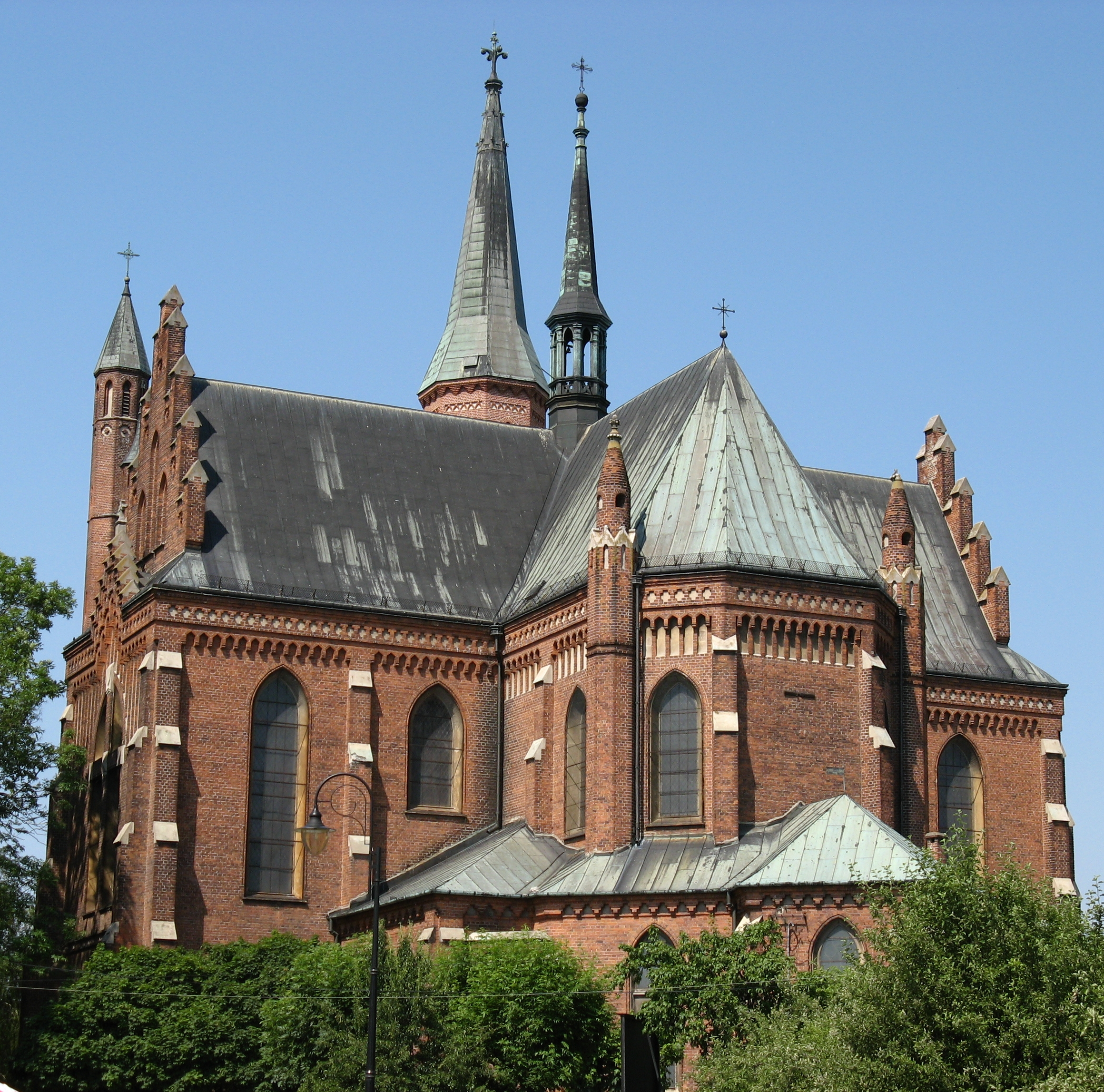
Kościół Najświętszego Serca Pana Jezusa w Turku

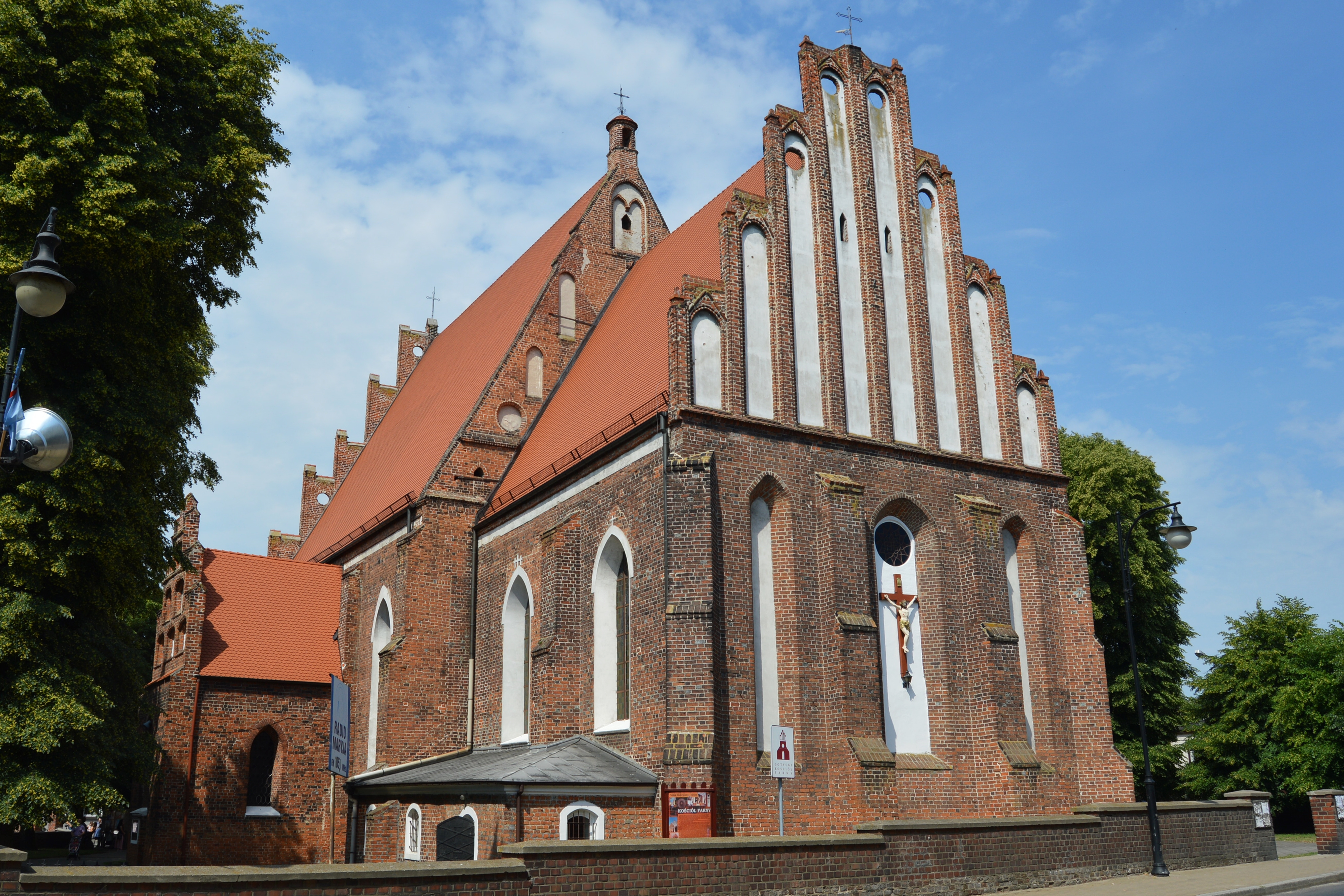
Kościół Podwyższenia Krzyża Świętego w Kole

| herb | miasto                                  | dekanat                                | województwo        | powiat         | ludność | liczba parafii |
| ---- | --------------------------------------- | -------------------------------------- | ------------------ | -------------- | ------- | -------------- |
|      | Włocławek                               | włocławski I włocławski II             | kujawsko-pomorskie | Włocławek      | 111752  | 13             |
|      | Konin                                   | koniński I koniński II koniński III    | wielkopolskie      | Konin          | 74834   | 10             |
|      | Sieradz                                 | sieradzki I sieradzki II zduńskowolski | łódzkie            | sieradzki      | 42570   | 5              |
|      | Zduńska Wola (oprócz osiedla Karsznice) | zduńskowolski                          | łódzkie            | zduńskowolski  | 42374   | 4              |
|      | Turek                                   | turecki                                | wielkopolskie      | turecki        | 27311   | 3              |
|      | Koło                                    | kolski                                 | wielkopolskie      | kolski         | 22227   | 3              |
|      | Lipno                                   | lipnowski                              | kujawsko-pomorskie | lipnowski      | 14592   | 2              |
|      | Aleksandrów Kujawski                    | aleksandrowski                         | kujawsko-pomorskie | aleksandrowski | 12270   | 2              |
|      | Ciechocinek                             | nieszawski                             | kujawsko-pomorskie | aleksandrowski | 10586   | 1              |
|      | Kłodawa                                 | kłodawski                              | wielkopolskie      | kolski         | 6530    | 1              |
|      | Radziejów                               | radziejowski                           | kujawsko-pomorskie | radziejowski   | 5638    | 2              |
|      | Brześć Kujawski                         | brzeski                                | kujawsko-pomorskie | włocławski     | 4660    | 1              |
|      | Piotrków Kujawski                       | piotrkowski                            | kujawsko-pomorskie | radziejowski   | 4490    | 1              |
|      | Sompolno                                | sompoleński                            | wielkopolskie      | koniński       | 3587    | 1              |
|      | Kowal                                   | kowalski                               | kujawsko-pomorskie | włocławski     | 3544    | 1              |
|      | Tuliszków                               | tuliszkowski                           | wielkopolskie      | turecki        | 3322    | 1              |
|      | Warta                                   | warcki                                 | łódzkie            | sieradzki      | 3258    | 2              |
|      | Ślesin                                  | ślesiński                              | wielkopolskie      | koniński       | 3135    | 1              |
|      | Lubraniec                               | lubraniecki                            | kujawsko-pomorskie | włocławski     | 3052    | 1              |
|      | Uniejów                                 | uniejowski                             | łódzkie            | poddębicki     | 3011    | 1              |
|      | Izbica Kujawska                         | izbicki                                | kujawsko-pomorskie | włocławski     | 2677    | 1              |
|      | Rychwał                                 | tuliszkowski                           | wielkopolskie      | koniński       | 2379    | 1              |
|      | Dąbie                                   | kłodawski                              | wielkopolskie      | kolski         | 2017    | 1              |
|      | Kikół                                   | lipnowski                              | kujawsko-pomorskie | lipnowski      | 1994    | 1              |
|      | Szadek                                  | szadkowski                             | łódzkie            | zduńskowolski  | 1957    | 1              |
|      | Nieszawa                                | nieszawski                             | kujawsko-pomorskie | aleksandrowski | 1914    | 1              |
|      | Chodecz                                 | chodecki                               | kujawsko-pomorskie | włocławski     | 1885    | 1              |
|      | Przedecz                                | kłodawski                              | wielkopolskie      | kolski         | 1690    | 1              |
|      | Dobra                                   | dobrski                                | wielkopolskie      | turecki        | 1396    | 1              |
|      | Lubień Kujawski                         | chodecki                               | kujawsko-pomorskie | włocławski     | 1391    | 1              |
|      | Bobrowniki                              | szpetalski                             | kujawsko-pomorskie | lipnowski      | 1104    | 1              |